# Пилолистник бороздчатый
Пилоли́стник боро́здчатый (лат. Heliócybe sulcáta) — гриб семейства Полипоровые. Ранее входил в род Пилолистник (Lentinus). Является единственным представителем рода Heliocybe.
Синонимы:
- Lentinus miserculus Kalchbr., 1881
- Lentinus pholiotoides Ellis & H.W. Anderson, 1891
- Lentinus sulcatus Berk., 1845basionym
- Neolentinus sulcatus (Berk.) F. Rune, 1994
- Panus fulvidus Bres., 1898
- Pleurotus sulcatus (Berk.) D.A. Reid, 1975
- Pocillaria misercula (Kalchbr.) Kuntze, 1891
- Pocillaria sulcata (Berk.) Kuntze, 1891

## Описание
- Шляпка сухая, 1—4 см в диаметре, выпуклой, затем плоской формы, покрытая тёмно-коричневыми чешуйками, оранжево-коричневого цвета, в центре обычно темнее.
- Мякоть беловатого цвета, очень жёсткая. Запах и вкус отсутствуют.
- Гименофор пластинчатый, пластинки беловатого цвета, частые, в зрелом возрасте с пильчатым краем.
- Ножка 1—3 см длиной и 0,4—1 см толщиной, плотная, ровная, в нижней части покрытая чешуйками.
- Споровый порошок белого цвета. Споры 11—16×5—7 мкм, гладкие, по форме напоминающие бобы, неамилоидные.
- Пищевые качества не изучены.

## Экология
Встречается одиночно или небольшими группами, на мёртвой древесине большей частью осиновых деревьев, с июня по сентябрь.

## Сходные виды
Виды родов Lentinus и Neolentinus.